# Оливето (Месина)
Оливето је насеље у Италији у округу Месина, региону Сицилија.
Према процени из 2011. у насељу је живело 482 становника. Насеље се налази на надморској висини од 113 м.